# Piz digl Gurschus
Piz digl Gurschus är en bergstopp i Schweiz.   Den ligger i regionen Viamala och kantonen Graubünden, i den östra delen av landet, 160 km öster om huvudstaden Bern. Toppen på Piz digl Gurschus är 2 880 meter över havet, eller 272 meter över den omgivande terrängen. Bredden vid basen är 2,6 km.
Terrängen runt Piz digl Gurschus är huvudsakligen bergig, men den allra närmaste omgivningen är kuperad. Närmaste större samhälle är Thusis, 15,8 km norr om Piz digl Gurschus. 
Trakten runt Piz digl Gurschus består i huvudsak av gräsmarker. Runt Piz digl Gurschus är det glesbefolkat, med 11 invånare per kvadratkilometer.